# Czetwertyniwka
Czetwertyniwka (ukr. Четвертинівка, pol. Czetwertynówka) – wieś na Ukrainie, w obwodzie winnickim, w rejonie trościańskim, u ujścia rzeczki Batiżok do Bohu, na wschodnim Podolu. W 2001 roku liczyła 1618 mieszkańców.

## Historia

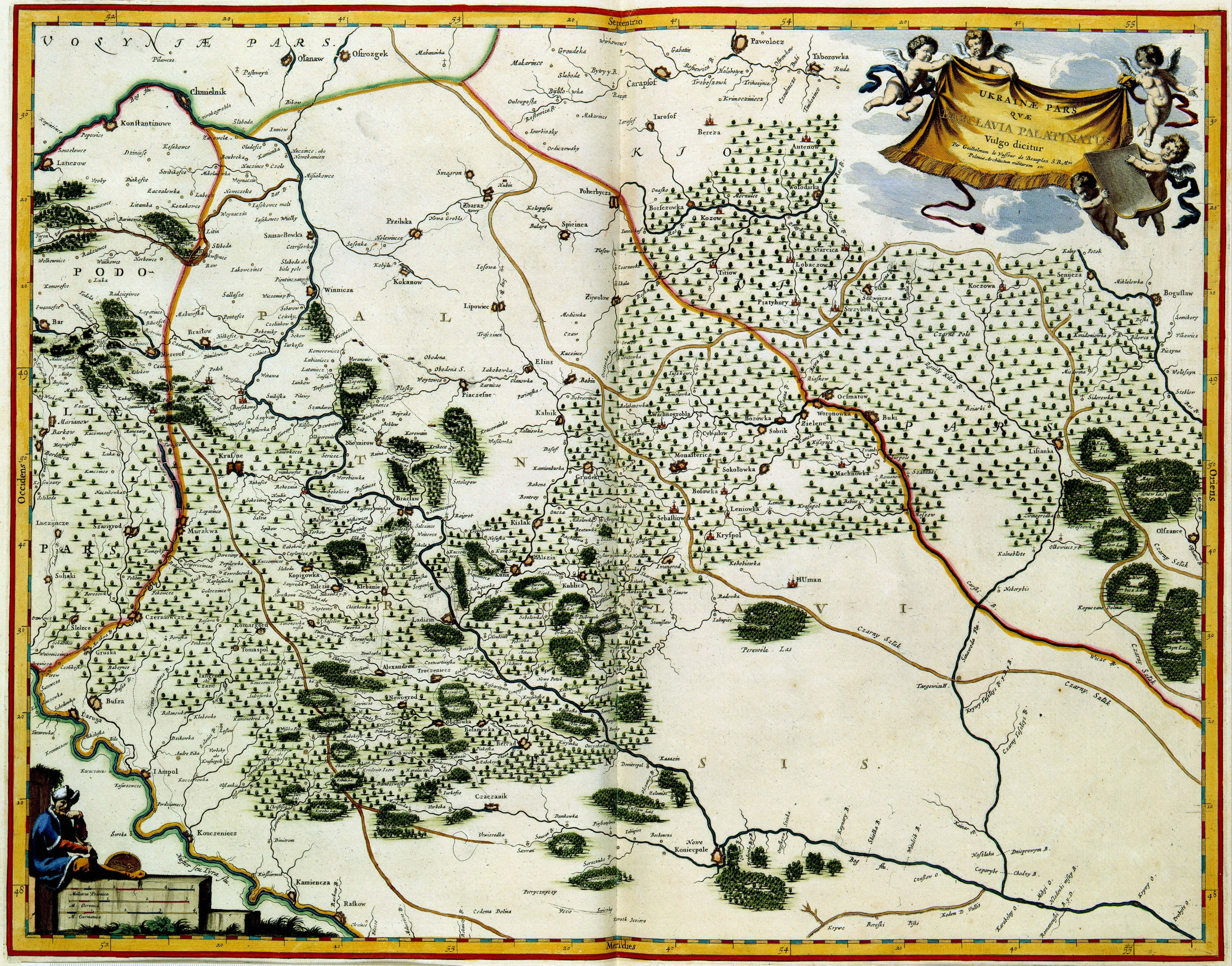
Mapa województwa bracławskiego z 1648 r. z zaznaczoną Czetwertynówką (w środkowo-dolnej części mapy)

W I Rzeczypospolitej Czetwertynówka znajdowała się w województwie bracławskim w prowincji małopolskiej Korony Królestwa Polskiego. W 1789 była prywatną wsią należącą do Potockich. 
W pobliżu miejscowości znajduje się uroczysko Batoh i pole bitwy pod Batohem z 1652 roku oraz pole bitwy pod Ładyżynem z 1672 roku.
Od II rozbioru Polski do upadku caratu w Rosji. Seweryn Potocki wraz z kluczem ładyżyńskim, składającym się z miasta Ładyżyn oraz wsi: Białousówka, Futory Ładyżyńskie, Łukaszówka, Mańkówka, Mytkówka, Pałanka, Strułów i Ulanica sprzedał Czetwertynówkę Michałowi Junoszy Sobańskiemu. Rodzina Sobańskich straciła go za udział w powstaniu.